# Controverse
Een controverse (Latijn: contra, tegen) is een langdurig geschil of debat, vaak aangaande een verschil van mening of standpunt.
Bij een geschil kan er een controversieel gesprek plaatsvinden. Vaak uit zich dit in een verbale strijd waarbij partijen hun eigen argumenten proberen te presenteren om de tegenstander te overtuigen van hun eigen positie. Een controverse kan zowel een privégesprek als een openbaar debat zijn, waarbij er een geschil is tussen twee of meerdere partijen. Dit kan soms leiden tot hevige protesten en ruzies.
Eeuwige controverses gaan over religieuze, politieke en sociale onderwerpen, filosofie en personen, maar ook over wetenschap, sport en zelfs amusement. De controverse over theologische kwesties is van oudsher van uitzonderlijk belang en wordt in het algemeen als verdeeldheidgevend beschouwd in een bepaalde samenleving.

## Voorbeelden van controverses
- Controverse over het bestaan van goden
- Controverse in politieke voorkeuren
- Controverse over de opwarming van de Aarde
- Controverse over kernenergie
- Controverse in computerspellen
- Controverse over biopsychiatrie